# Benjamin Weigelt
Benjamin Weigelt (* 4. September 1982 in Bocholt) ist ein ehemaliger deutscher Fußballspieler.

## Karriere

### Vereine
Weigelt wechselte 2001 aus der Jugendabteilung in die Regionalligamannschaft von Rot-Weiss Essen, bei der er drei Jahre lang Stammspieler auf der linken Abwehrseite war. 2004 stieg er mit RWE in die 2. Bundesliga auf, übersprang aber diese Liga und wechselte zum Bundesliga-Aufsteiger 1. FSV Mainz 05. In Mainz war Weigelt zunächst wochenlang nur Ersatzspieler. Ende Oktober 2004 setzte er sich in der Viererkette gegen Marco Rose durch. In der dritten Bundesliga-Saison verlor er seinen Stammplatz an Rose.
Seinen auslaufenden Vertrag in Mainz verlängerte Weigelt nicht mehr, sondern unterschrieb einen Zweijahresvertrag beim Mitabsteiger Alemannia Aachen. Am 14. Januar 2008 wurde Weigelt vom neuen Aachener Trainer Jürgen Seeberger aus disziplinarischen Gründen aus dem Profikader gestrichen. Eine Woche später wechselte er auf Leihbasis bis zum Ende der Saison zum Ligakonkurrenten 1. FC Kaiserslautern.
Zur Saison 2008/09 wechselte Weigelt zum FC St. Pauli, verließ den Verein aber nach einer Saison wieder und ging zum SV Wehen Wiesbaden, bei dem er einen Vertrag bis zum 30. Juni 2011 unterschrieb. Der Vertrag wurde vorzeitig aufgelöst und Weigelt ging im Sommer 2010 zum KSV Hessen Kassel. Nach einer Saison und dem verpassten Aufstieg musste Weigelt den Verein verlassen und war vereinslos.
Am 16. Dezember 2011 wurde er vom Drittligisten Rot-Weiß Oberhausen verpflichtet, um den Kampf gegen den Abstieg zu gewinnen. Auch nach dem Abstieg hielt Weigelt den Kleeblättern die Treue und spielte viele Jahre als Kapitän mit RWO in der Regionalliga West. Im September 2016 übernahm er die U-15 des Vereins als Trainer, ehe er seine aktive Karriere im Sommer 2017 nach fast 200 Spielen für die Oberhausener endgültig beendete.

### Nationalmannschaft
Weigelt kam im letzten Spiel der Perspektivmannschaft des DFB, dem Team 2006, beim 5:2-Erfolg am 15. November 2005 über Österreich zum Einsatz.

## Erfolge
- Aufstieg in die 2. Bundesliga mit Rot-Weiss Essen: 2004